# Traditionsrezess
Der Traditionsrezess ist ein gesonderter Anhang zum Prager Friedensschluss, der 1635 zwischen Kaiser Ferdinand II. und dem Kurfürsten von Sachsen, Johann Georg I., vereinbart wurde. Der Rezess regelte die Übergabe (lateinisch traditio) der Markgraftümer Ober- und Niederlausitz an den Kurfürsten. Diese wurde am 14.jul. / 24. April 1636greg. in Görlitz vollzogen.
Die beiden Lausitzen waren bis dahin Bestandteile der von den Habsburgern beherrschten Länder der Böhmischen Krone. Schon 1623 hatte der Kaiser die Lausitzen als Pfand an den Kurfürsten geben müssen, weil er die Kosten für in den Jahren 1619/20 geleisteten militärischen Beistand nicht vertragsgemäß hatte begleichen können. 1635 entledigte sich der Kaiser seiner Schuld, indem er Johann Georg I. die Lausitzen als erbliches Lehen übergab – gegen das Versprechen, dass die Verfassungsordnung der Markgraftümer unverändert fortbestehen solle. Außerdem gab es eine Klausel, dass auch die konfessionellen Verhältnisse auf dem Stand von 1618 bleiben sollten. Das heißt, der protestantische Kurfürst durfte die verbliebenen geistlichen Stifte nicht säkularisieren und auch in den zugehörigen Pfarreien durfte die lutherische Lehre nicht eingeführt werden. Über die Klöster Neuzelle, Marienstern, Marienthal und jenes in Lauban sowie das Domstift Bautzen behielt sich das Haus Habsburg die Schirmherrschaft vor.
Der Landvogt durfte nun vom Kurfürsten allein bestellt werden, der Landvogt musste aber den Ständen versprechen, ihnen ihre alten Rechte zu lassen.
Der Traditionsrezess war die Grundlage dafür, dass insbesondere die Oberlausitz ein bikonfessionelles Gebiet blieb, während im eigentlichen Sachsen das Luthertum die einzig zugelassene Konfession war. Zudem verhinderte der Vertrag, dass die Lausitzen in den sächsischen Kurstaat eingegliedert werden konnten. Sie waren mit diesem nur durch Personalunion verbunden. Die Bestimmungen des Rezesses behielten bis 1815 Gültigkeit, als die Niederlausitz und Teile der Oberlausitz an Preußen abgetreten werden mussten. Für den bei Sachsen verbliebenen Teil der Oberlausitz galt der Rezess noch bis zum Inkrafttreten der Sächsischen Verfassung vom 4. September 1831, die die Sonderstellung des Markgraftums aufhob.
Siehe auch:  Erbländischer Taler / Münzgeschichte – Die Darstellung des sächsischen Kurfürsten im Kurornat auf Talermünzen wurde von den beiden Lausitzen beanstandet, da sie von den sächsischen Kurfürsten nur als Markgrafen, nicht als Kurfürsten regiert werden durften.